# Бая (Угорщина)

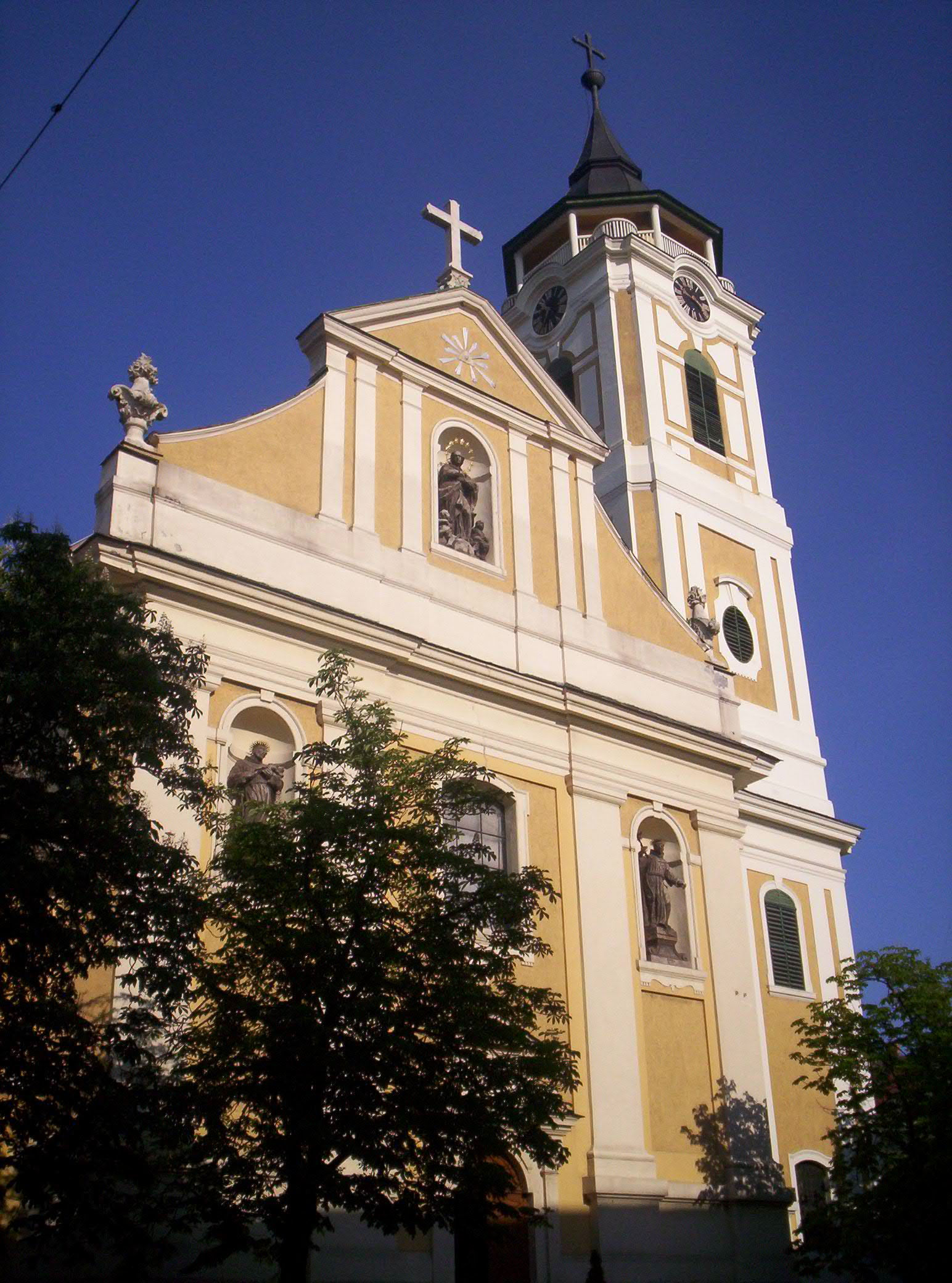
Католицький храм св. Ференца

Бая (угор. Baja) — місто на півдні Угорщини, розташоване на лівому березі Дунаю. Бая — друге за величиною місто медьє Бач-Кішкун, після столиці — Кечкемета. Населення — 37 690 мешканців (2005).

## Географія і транспорт
Бая знаходиться за 150 кілометрах на південь від Будапешта і за 108 кілометрах на північний захід від Кечкемета. Місто стоїть на лівому березі Дунаю, який розділяє тут два великі регіони Альфельд і Південне Задунав'я. Також в місті протікає річка Шуговиця. У Баї закінчуються дві автодороги — уздовж Дунаю йде магістраль Будапешт — Шольт — Бая і зі сходу на захід йде дорога Сегед — Бая.
У місті також є залізнична станція і річковий порт.
На протилежному від Баї березі Дунаю знаходиться заповідний ліс Геменц, що входить до складу національного парку Дунай-Драва.

## Етимологія
Ім'я міста має турецьке походження, походить від турецького слова «бик». В австрійський період місто було, крім того, відоме під німецьким ім'ям Франкенштадт. Численна раніше слов'янська громада міста також називала його Бая.

## Історія
Вперше місто згадується в 1308 році. Під час турецької окупації XVI—XVII ст. Бая була центром регіону. Під час турецького правління в місто переселилася велика кількість хорватів і сербів, які стали складати переважна більшість жителів Баї. Перехід міста під владу Габсбургів в кінці XVII століття викликав нову хвилю переселенців в місто, в основному це були німці. За даними 1715 році в Баї було 237 будинків, з яких 216 були південнослов'янські, 16 угорські та 5 — німецькі. У другій половині XVIII століття в місто стали переселятися угорці з інших регіонів країни, а також євреї.
Завдяки вигідному розташуванню на перехресті торгових сухопутних і річкових шляхів місто швидко росло і перетворювалося на важливий траснпортних центр — через Баю проходила значна частина угорського експорту зерна і вина до Австрії і Німеччини.
У XIX столітті з зростанням значення залізничного транспорту і падіння ролі річкових перевезень місто вступив в період занепаду. Залізнична магістраль, яка пов'язала Будапешт із Загребом й адріатичним портом Фіуме (суч. Рієка) пройшла стороною; до Баї була побудована лише тупикова гілка.
Наприкінці першої світової війни Бая була зайнята сербськими військами, деякий час існувала можливість, що місто відійде до новоутвореного Королівства сербів, хорватів і словенців (згодом Югославії). Однак Версальський договір, зрештою, залишив Баю за Угорщиною, наслідком чого стала масова еміграція в Югославію слов'янського населення міста та приплив у нього угорських переселенців із територій, відторгнутих після війни в Угорщини.
Після другої світової війни в місті було побудовано кілька промислових підприємств, серед них велика текстильна фабрика; а також введений в стрій міст через Дунай.

## Економіка
Важливий транспортний вузол: пристань і міст через Дунай, залізнична станція. Харчова, текстильна і деревообробна промисловість; сільськогосподарське машинобудування.

## Населення
Національний склад населення: 93,5 % угорці; 2,7 % німці; хорвати, серби, словаки, цигани. До Другої світової війни в місті була велика єврейська громада.

## Пам'ятки
Головна визначна пам'ятка міста — францисканський монастир св. Антонія XVII століття. У Баї — 15 діючих церков, більша частина — католицькі, є протестантські і православна. У місті розташовані кілька музеїв і картинних галерей з постійною експозицією, є пам'ятник жертвам холокоста.

## Міста-побратими
- Сомбор, Сербія
- Годмезевашаргей, Угорщина
- Тиргу-Муреш, Румунія
- Синджорджу-де-Педуре, Румунія
- Вайблінген, Німеччина
- Аржантан, Франція
- Тистед, Данія
- Лабін, Хорватія

## Відомі люди
Народились
- Карл Ісідор Бек (1817—1879) — австрійський поет
- Патріа́рх Лукіян (1867—1913) — православний сербський єпископ
- Іштван Тюрр (1825 року — 1908) — угорський військовий, революціонер, архітектор каналів та інженер
- Емма Шандор (1863—1958) — угорська композиторка, фольклористка і перекладачка